# Midnight Blue (album)
Pour les articles homonymes, voir Midnight blue (homonymie).
Cet article concerne l'album de Kenny Burrell. Pour la chanson de Nanase Aikawa, voir Midnight Blue.
Midnight Blue est un album du guitariste de jazz américain Kenny Burrell.

## Description
Sorti en 1963, cet album est l’un des plus connus du guitariste de jazz Kenny Burrell pour le label Blue Note. Comme son titre le suggère, l'album est constitué majoritairement de variations sur le blues composées par le guitariste.
Burrell dira au producteur Alfred Lion lors de la préparation de l'album :  « J’ai toujours eu un amour pour le blues. Pendant mes débuts à Détroit je travaillais avec des groupes qui se focalisaient sur le blues. Et je voulais assembler un groupe pour cette session qui ressent le blues comme je le ressens.»

## Titres
Sauf indication, tous les morceaux sont composés par Kenny Burrell :
1. Chitlins Con Carne (5:25)
2. Mule (6:53)
3. Soul Lament (2:39)
4. Midnight Blue (3:59)
5. Wavy Gravy (5:43)
6. Gee Baby, Ain’t I Good To You (Razaf & Redman) (4:21)
7. Saturday Night Blues (6:13)
8. Kenny’s Sound (4:39) [*]
9. K Twist (3:35) [*]

[*] Pistes Bonus de l’édition rémasterisée de 1998

## Musiciens
- Kenny Burrell – Guitare
- Stanley Turrentine – Saxophone Ténor
- Major Holley – Basse
- Bill English[Lequel ?] – Batterie
- Ray Barretto – Congas